# Jerzy Bratoszewski
Jerzy Michał Bratoszewski (ur. 20 września 1931) – polski prawnik i polityk, także szachista i brydżysta. Sędzia Sądu Najwyższego w stanie spoczynku, w latach 1982–1989 członek Trybunału Stanu.

## Życiorys
W latach 50. czynny szachista, w 1955 otrzymał tytuł kandydata na mistrza krajowego. Grał w klubach OKO Caissa Bydgoszcz, BKS Bydgoszcz, Gwiazda Bydgoszcz i Spójnia Bydgoszcz, w barwach którego zdobył w 1952 brązowy medal drużynowych mistrzostw Polski. Najwyższy ranking w karierze osiągnął w lipcu 1957, z wynikiem 2424 punktów. W późniejszych latach grał także w brydża w klubach z Warszawy i okolic, osiągając tytuł mistrza międzynarodowego. 
W 1955 wstąpił do Polskiej Zjednoczonej Partii Robotniczej. Ukończył studia prawnicze i obronił doktorat, po odbyciu aplikacji sądowej rozpoczął orzekanie. W 1967 został kierownikiem Ośrodka Zamiejscowego Sądu Wojewódzkiego w Toruniu, rok później – wiceprezesem Sądu Wojewódzkiego w Bydgoszczy, zaś w 1970 – wiceprezesem Sądu Wojewódzkiego w Poznaniu. Od 1972 sędzia Izby Karnej Sądu Najwyższego, został w niej przewodniczącym wydziału (po 1989 pozytywnie przeszedł weryfikację). W latach 1982–1989 był z rekomendacji PZPR członkiem Trybunału Stanu I i II kadencji. Po 1989 członek Komisji ds. Reformy Prawa Karnego. Autor publikacji z zakresu prawa i postępowania karnego, m.in. komentarza do kodeksu postępowania karnego.
Odznaczony Krzyżem Komandorskim z Gwiazdą Orderu Odrodzenia Polski (2001).